# Tour de Slovénie 2022
Le Tour de Slovénie 2022 est la 28e édition de cette course cycliste sur route masculine. Il a lieu du 15 au 19 juin 2022 en Slovénie. La course fait partie du calendrier UCI ProSeries 2022 en catégorie 2.Pro.

## Présentation

### Équipes
Classé en catégorie 2.Pro de l'UCI ProSeries, le Tour de Slovénie est par conséquent ouvert aux WorldTeams dans la limite de 70 % des équipes participantes, aux équipes continentales professionnelles, aux équipes continentales belges, aux équipes continentales étrangères dans la limite de deux, et à une équipe nationale belge.
| WorldTeams (4)- Astana Qazaqstan Team - Bahrain Victorious - BikeExchange-Jayco - UAE Team Emirates ProTeams (7)- Alpecin-Fenix - Bardiani-CSF-Faizanè - Caja Rural-Seguros RGA - Drone Hopper-Androni Giocattoli - Eolo-Kometa - Euskaltel-Euskadi - Equipo Kern Pharma Équipes continentales (9)- Adria Mobil - China Glory Continental Cycling Team - Dukla Banská Bystrica - Felbermayr Simplon Wels - Global 6 Cycling - HRE Mazowsze Serce Polski - Ljubljana Gusto Santic - MG.K Vis Colors For Peace VPM - Cycling Team Kranj Équipe nationale- Slovénie |
| |

## Étapes
| Étape     | Date    | Villes étapes          | type                      | Distance (km) | Dénivelé (m) | Vainqueur d'étape | Leader du classement général |
| --------- | ------- | ---------------------- | ------------------------- | ------------- | ------------ | ----------------- | ---------------------------- |
| 1re étape | 15 juin | Nova Gorica – Postojna | étape de moyenne montagne | 164,7         | 3 060 m      | Rafał Majka       | Rafał Majka                  |
| 2e étape  | 16 juin | Ptuj – Rogaska Slatina | étape de plaine           | 174,2         | 1 998 m      | Dylan Groenewegen | Rafał Majka                  |
| 3e étape  | 17 juin | Žalec – Celje          | étape vallonnée           | 144,6         | 2 104 m      | Tadej Pogačar     | Tadej Pogačar                |
| 4e étape  | 18 juin | Laško – Velika Planina | étape de montagne         | 152,4         | 2 861 m      | Rafał Majka       | Tadej Pogačar                |
| 5e étape  | 19 juin | Vrhnika – Novo Mesto   | étape de plaine           | 155,7         | 1 437 m      | Tadej Pogačar     | Tadej Pogačar                |

## Déroulement de la course

### 1reétape
| \| Classement de l'étape \| Classement de l'étape \| Classement de l'étape \| Classement de l'étape \| Classement de l'étape \| \| Coureur \| Coureur \| Pays \| Équipe \| Temps \| \| --------------------- \| --------------------- \| --------------------- \| ---------------------- \| --------------------- \| \| 1er \| Rafał Majka \| Pologne \| UAE Team Emirates \| 4 h 02 min 10 s \| \| 2e \| Domen Novak \| Slovénie \| Bahrain Victorious \| + 2 s \| \| 3e \| Tadej Pogačar \| Slovénie \| UAE Team Emirates \| + 2 s \| \| 4e \| Vincenzo Albanese \| Italie \| Eolo-Kometa \| + 48 s \| \| 5e \| Luka Mezgec \| Slovénie \| BikeExchange-Jayco \| + 48 s \| \| 6e \| Nicola Conci \| Italie \| Alpecin-Fenix \| + 48 s \| \| 7e \| Matej Mohorič \| Slovénie \| Bahrain Victorious \| + 48 s \| \| 8e \| Fernando Barceló \| Espagne \| Caja Rural-Seguros RGA \| + 48 s \| \| 9e \| Davide Gabburo \| Italie \| Bardiani CSF Faizanè \| + 48 s \| \| 10e \| Fabio Felline \| Italie \| Astana Qazaqstan Team \| + 48 s \| |                   |          |                        |                 |
| |                   |          |                        |                 |
| Source : ProCyclingStats |                   |          |                        |                 |
| Classement de l'étape |                   |          |                        |                 |
| Coureur | Coureur           | Pays     | Équipe                 | Temps           |
| 1er | Rafał Majka       | Pologne  | UAE Team Emirates      | 4 h 02 min 10 s |
| 2e | Domen Novak       | Slovénie | Bahrain Victorious     | + 2 s           |
| 3e | Tadej Pogačar     | Slovénie | UAE Team Emirates      | + 2 s           |
| 4e | Vincenzo Albanese | Italie   | Eolo-Kometa            | + 48 s          |
| 5e | Luka Mezgec       | Slovénie | BikeExchange-Jayco     | + 48 s          |
| 6e | Nicola Conci      | Italie   | Alpecin-Fenix          | + 48 s          |
| 7e | Matej Mohorič     | Slovénie | Bahrain Victorious     | + 48 s          |
| 8e | Fernando Barceló  | Espagne  | Caja Rural-Seguros RGA | + 48 s          |
| 9e | Davide Gabburo    | Italie   | Bardiani CSF Faizanè   | + 48 s          |
| 10e | Fabio Felline     | Italie   | Astana Qazaqstan Team  | + 48 s          |

| \| Classement général \| Classement général \| Classement général \| Classement général \| Classement général \| \| Coureur \| Coureur \| Pays \| Équipe \| Temps \| \| ------------------ \| ------------------ \| ------------------ \| ---------------------- \| ------------------ \| \| 1er \| Rafał Majka \| Pologne \| UAE Team Emirates \| 4 h 02 min 00 s \| \| 2e \| Domen Novak \| Slovénie \| Bahrain Victorious \| + 6 s \| \| 3e \| Tadej Pogačar \| Slovénie \| UAE Team Emirates \| + 8 s \| \| 4e \| Vincenzo Albanese \| Italie \| Eolo-Kometa \| + 58 s \| \| 5e \| Luka Mezgec \| Slovénie \| BikeExchange-Jayco \| + 58 s \| \| 6e \| Nicola Conci \| Italie \| Alpecin-Fenix \| + 58 s \| \| 7e \| Matej Mohorič \| Slovénie \| Bahrain Victorious \| + 58 s \| \| 8e \| Fernando Barceló \| Espagne \| Caja Rural-Seguros RGA \| + 58 s \| \| 9e \| Davide Gabburo \| Italie \| Bardiani CSF Faizanè \| + 58 s \| \| 10e \| Fabio Felline \| Italie \| Astana Qazaqstan Team \| + 58 s \| |                   |          |                        |                 |
| |                   |          |                        |                 |
| Source : ProCyclingStats |                   |          |                        |                 |
| Classement général |                   |          |                        |                 |
| Coureur | Coureur           | Pays     | Équipe                 | Temps           |
| 1er | Rafał Majka       | Pologne  | UAE Team Emirates      | 4 h 02 min 00 s |
| 2e | Domen Novak       | Slovénie | Bahrain Victorious     | + 6 s           |
| 3e | Tadej Pogačar     | Slovénie | UAE Team Emirates      | + 8 s           |
| 4e | Vincenzo Albanese | Italie   | Eolo-Kometa            | + 58 s          |
| 5e | Luka Mezgec       | Slovénie | BikeExchange-Jayco     | + 58 s          |
| 6e | Nicola Conci      | Italie   | Alpecin-Fenix          | + 58 s          |
| 7e | Matej Mohorič     | Slovénie | Bahrain Victorious     | + 58 s          |
| 8e | Fernando Barceló  | Espagne  | Caja Rural-Seguros RGA | + 58 s          |
| 9e | Davide Gabburo    | Italie   | Bardiani CSF Faizanè   | + 58 s          |
| 10e | Fabio Felline     | Italie   | Astana Qazaqstan Team  | + 58 s          |

### 2eétape
| \| Classement de l'étape \| Classement de l'étape \| Classement de l'étape \| Classement de l'étape \| Classement de l'étape \| \| Coureur \| Coureur \| Pays \| Équipe \| Temps \| \| --------------------- \| --------------------- \| --------------------- \| ------------------------------- \| --------------------- \| \| 1er \| Dylan Groenewegen \| Pays-Bas \| BikeExchange-Jayco \| 4 h 12 min 51 s \| \| 2e \| Lionel Taminiaux \| Belgique \| Alpecin-Fenix \| + 0 s \| \| 3e \| Pascal Ackermann \| Allemagne \| UAE Team Emirates \| + 0 s \| \| 4e \| Filippo Fiorelli \| Italie \| Bardiani CSF Faizanè \| + 0 s \| \| 5e \| Luca Colnaghi \| Italie \| Bardiani CSF Faizanè \| + 0 s \| \| 6e \| Fabio Felline \| Italie \| Astana Qazaqstan Team \| + 0 s \| \| 7e \| Vincenzo Albanese \| Italie \| Eolo-Kometa \| + 0 s \| \| 8e \| Michele Gazzoli \| Italie \| Astana Qazaqstan Team \| + 0 s \| \| 9e \| Matevž Govekar \| Slovénie \| Bahrain Victorious \| + 0 s \| \| 10e \| Mattia Bais \| Italie \| Drone Hopper-Androni Giocattoli \| + 0 s \| |                   |           |                                 |                 |
| |                   |           |                                 |                 |
| Source : ProCyclingStats |                   |           |                                 |                 |
| Classement de l'étape |                   |           |                                 |                 |
| Coureur | Coureur           | Pays      | Équipe                          | Temps           |
| 1er | Dylan Groenewegen | Pays-Bas  | BikeExchange-Jayco              | 4 h 12 min 51 s |
| 2e | Lionel Taminiaux  | Belgique  | Alpecin-Fenix                   | + 0 s           |
| 3e | Pascal Ackermann  | Allemagne | UAE Team Emirates               | + 0 s           |
| 4e | Filippo Fiorelli  | Italie    | Bardiani CSF Faizanè            | + 0 s           |
| 5e | Luca Colnaghi     | Italie    | Bardiani CSF Faizanè            | + 0 s           |
| 6e | Fabio Felline     | Italie    | Astana Qazaqstan Team           | + 0 s           |
| 7e | Vincenzo Albanese | Italie    | Eolo-Kometa                     | + 0 s           |
| 8e | Michele Gazzoli   | Italie    | Astana Qazaqstan Team           | + 0 s           |
| 9e | Matevž Govekar    | Slovénie  | Bahrain Victorious              | + 0 s           |
| 10e | Mattia Bais       | Italie    | Drone Hopper-Androni Giocattoli | + 0 s           |

| \| Classement général \| Classement général \| Classement général \| Classement général \| Classement général \| \| Coureur \| Coureur \| Pays \| Équipe \| Temps \| \| ------------------ \| ------------------ \| ------------------ \| ----------------------------- \| ------------------ \| \| 1er \| Rafał Majka \| Pologne \| UAE Team Emirates \| 8 h 14 min 51 s \| \| 2e \| Domen Novak \| Slovénie \| Bahrain Victorious \| + 6 s \| \| 3e \| Tadej Pogačar \| Slovénie \| UAE Team Emirates \| + 8 s \| \| 4e \| Vojtěch Řepa \| Tchéquie \| Equipo Kern Pharma \| + 55 s \| \| 5e \| Luka Mezgec \| Slovénie \| BikeExchange-Jayco \| + 58 s \| \| 6e \| Nicola Conci \| Italie \| Alpecin-Fenix \| + 58 s \| \| 7e \| Matej Mohorič \| Slovénie \| Bahrain Victorious \| + 58 s \| \| 8e \| Lucas Hamilton \| Australie \| BikeExchange-Jayco \| + 58 s \| \| 9e \| Davide Gabburo \| Italie \| Bardiani CSF Faizanè \| + 58 s \| \| 10e \| Paul Double \| Royaume-Uni \| MG.K Vis Colors For Peace VPM \| + 58 s \| |                |             |                               |                 |
| |                |             |                               |                 |
| Source : ProCyclingStats |                |             |                               |                 |
| Classement général |                |             |                               |                 |
| Coureur | Coureur        | Pays        | Équipe                        | Temps           |
| 1er | Rafał Majka    | Pologne     | UAE Team Emirates             | 8 h 14 min 51 s |
| 2e | Domen Novak    | Slovénie    | Bahrain Victorious            | + 6 s           |
| 3e | Tadej Pogačar  | Slovénie    | UAE Team Emirates             | + 8 s           |
| 4e | Vojtěch Řepa   | Tchéquie    | Equipo Kern Pharma            | + 55 s          |
| 5e | Luka Mezgec    | Slovénie    | BikeExchange-Jayco            | + 58 s          |
| 6e | Nicola Conci   | Italie      | Alpecin-Fenix                 | + 58 s          |
| 7e | Matej Mohorič  | Slovénie    | Bahrain Victorious            | + 58 s          |
| 8e | Lucas Hamilton | Australie   | BikeExchange-Jayco            | + 58 s          |
| 9e | Davide Gabburo | Italie      | Bardiani CSF Faizanè          | + 58 s          |
| 10e | Paul Double    | Royaume-Uni | MG.K Vis Colors For Peace VPM | + 58 s          |

### 3eétape
| \| Classement de l'étape \| Classement de l'étape \| Classement de l'étape \| Classement de l'étape \| Classement de l'étape \| \| Coureur \| Coureur \| Pays \| Équipe \| Temps \| \| --------------------- \| --------------------- \| --------------------- \| ------------------------------- \| --------------------- \| \| 1er \| Tadej Pogačar \| Slovénie \| UAE Team Emirates \| 3 h 27 min 09 s \| \| 2e \| Rafał Majka \| Pologne \| UAE Team Emirates \| + 11 s \| \| 3e \| Nicola Conci \| Italie \| Alpecin-Fenix Development Team \| + 14 s \| \| 4e \| Luka Mezgec \| Slovénie \| BikeExchange-Jayco \| + 36 s \| \| 5e \| Vincenzo Albanese \| Italie \| Eolo-Kometa \| + 36 s \| \| 6e \| Matej Mohorič \| Slovénie \| Bahrain Victorious \| + 36 s \| \| 7e \| Davide Gabburo \| Italie \| Bardiani CSF Faizanè \| + 37 s \| \| 8e \| Fernando Barceló \| Espagne \| Caja Rural-Seguros RGA \| + 37 s \| \| 9e \| Luca Chirico \| Italie \| Drone Hopper-Androni Giocattoli \| + 41 s \| \| 10e \| Joel Nicolau \| Espagne \| Caja Rural-Seguros RGA \| + 43 s \| |                   |          |                                 |                 |
| |                   |          |                                 |                 |
| Source : ProCyclingStats |                   |          |                                 |                 |
| Classement de l'étape |                   |          |                                 |                 |
| Coureur | Coureur           | Pays     | Équipe                          | Temps           |
| 1er | Tadej Pogačar     | Slovénie | UAE Team Emirates               | 3 h 27 min 09 s |
| 2e | Rafał Majka       | Pologne  | UAE Team Emirates               | + 11 s          |
| 3e | Nicola Conci      | Italie   | Alpecin-Fenix Development Team  | + 14 s          |
| 4e | Luka Mezgec       | Slovénie | BikeExchange-Jayco              | + 36 s          |
| 5e | Vincenzo Albanese | Italie   | Eolo-Kometa                     | + 36 s          |
| 6e | Matej Mohorič     | Slovénie | Bahrain Victorious              | + 36 s          |
| 7e | Davide Gabburo    | Italie   | Bardiani CSF Faizanè            | + 37 s          |
| 8e | Fernando Barceló  | Espagne  | Caja Rural-Seguros RGA          | + 37 s          |
| 9e | Luca Chirico      | Italie   | Drone Hopper-Androni Giocattoli | + 41 s          |
| 10e | Joel Nicolau      | Espagne  | Caja Rural-Seguros RGA          | + 43 s          |

| \| Classement général \| Classement général \| Classement général \| Classement général \| Classement général \| \| Coureur \| Coureur \| Pays \| Équipe \| Temps \| \| ------------------ \| ------------------ \| ------------------ \| ------------------------------ \| ------------------ \| \| 1er \| Tadej Pogačar \| Slovénie \| UAE Team Emirates \| 11 h 41 min 58 s \| \| 2e \| Rafał Majka \| Pologne \| UAE Team Emirates \| + 7 s \| \| 3e \| Domen Novak \| Slovénie \| Bahrain Victorious \| + 55 s \| \| 4e \| Nicola Conci \| Italie \| Alpecin-Fenix Development Team \| + 1 min 10 s \| \| 5e \| Vincenzo Albanese \| Italie \| Eolo-Kometa \| + 1 min 36 s \| \| 6e \| Luka Mezgec \| Slovénie \| BikeExchange-Jayco \| + 1 min 36 s \| \| 7e \| Matej Mohorič \| Slovénie \| Bahrain Victorious \| + 1 min 36 s \| \| 8e \| Davide Gabburo \| Italie \| Bardiani CSF Faizanè \| + 1 min 37 s \| \| 9e \| Joel Nicolau \| Espagne \| Caja Rural-Seguros RGA \| + 1 min 43 s \| \| 10e \| Vojtěch Řepa \| Tchéquie \| Equipo Kern Pharma \| + 1 min 43 s \| |                   |          |                                |                  |
| |                   |          |                                |                  |
| Source : ProCyclingStats |                   |          |                                |                  |
| Classement général |                   |          |                                |                  |
| Coureur | Coureur           | Pays     | Équipe                         | Temps            |
| 1er | Tadej Pogačar     | Slovénie | UAE Team Emirates              | 11 h 41 min 58 s |
| 2e | Rafał Majka       | Pologne  | UAE Team Emirates              | + 7 s            |
| 3e | Domen Novak       | Slovénie | Bahrain Victorious             | + 55 s           |
| 4e | Nicola Conci      | Italie   | Alpecin-Fenix Development Team | + 1 min 10 s     |
| 5e | Vincenzo Albanese | Italie   | Eolo-Kometa                    | + 1 min 36 s     |
| 6e | Luka Mezgec       | Slovénie | BikeExchange-Jayco             | + 1 min 36 s     |
| 7e | Matej Mohorič     | Slovénie | Bahrain Victorious             | + 1 min 36 s     |
| 8e | Davide Gabburo    | Italie   | Bardiani CSF Faizanè           | + 1 min 37 s     |
| 9e | Joel Nicolau      | Espagne  | Caja Rural-Seguros RGA         | + 1 min 43 s     |
| 10e | Vojtěch Řepa      | Tchéquie | Equipo Kern Pharma             | + 1 min 43 s     |

### 4eétape
| \| Classement de l'étape \| Classement de l'étape \| Classement de l'étape \| Classement de l'étape \| Classement de l'étape \| \| Coureur \| Coureur \| Pays \| Équipe \| Temps \| \| --------------------- \| --------------------- \| --------------------- \| ------------------------------------ \| --------------------- \| \| 1er \| Rafał Majka \| Pologne \| UAE Team Emirates \| 3 h 53 min 52 s \| \| 2e \| Tadej Pogačar \| Slovénie \| UAE Team Emirates \| + 0 s \| \| 3e \| Fernando Barceló \| Espagne \| Caja Rural-Seguros RGA \| + 22 s \| \| 4e \| Alex Tolio \| Italie \| Bardiani CSF Faizanè \| + 24 s \| \| 5e \| Vincenzo Albanese \| Italie \| Eolo-Kometa \| + 24 s \| \| 6e \| Vojtěch Řepa \| Tchéquie \| Equipo Kern Pharma \| + 28 s \| \| 7e \| Sean Bennett \| États-Unis \| China Glory Continental Cycling Team \| + 33 s \| \| 8e \| Edward Ravasi \| Italie \| Eolo-Kometa \| + 43 s \| \| 9e \| Robert Stannard \| Australie \| Alpecin-Fenix \| + 52 s \| \| 10e \| Jon Agirre \| Espagne \| Equipo Kern Pharma \| + 55 s \| |                   |            |                                      |                 |
| |                   |            |                                      |                 |
| Source : ProCyclingStats |                   |            |                                      |                 |
| Classement de l'étape |                   |            |                                      |                 |
| Coureur | Coureur           | Pays       | Équipe                               | Temps           |
| 1er | Rafał Majka       | Pologne    | UAE Team Emirates                    | 3 h 53 min 52 s |
| 2e | Tadej Pogačar     | Slovénie   | UAE Team Emirates                    | + 0 s           |
| 3e | Fernando Barceló  | Espagne    | Caja Rural-Seguros RGA               | + 22 s          |
| 4e | Alex Tolio        | Italie     | Bardiani CSF Faizanè                 | + 24 s          |
| 5e | Vincenzo Albanese | Italie     | Eolo-Kometa                          | + 24 s          |
| 6e | Vojtěch Řepa      | Tchéquie   | Equipo Kern Pharma                   | + 28 s          |
| 7e | Sean Bennett      | États-Unis | China Glory Continental Cycling Team | + 33 s          |
| 8e | Edward Ravasi     | Italie     | Eolo-Kometa                          | + 43 s          |
| 9e | Robert Stannard   | Australie  | Alpecin-Fenix                        | + 52 s          |
| 10e | Jon Agirre        | Espagne    | Equipo Kern Pharma                   | + 55 s          |

| \| Classement général \| Classement général \| Classement général \| Classement général \| Classement général \| \| Coureur \| Coureur \| Pays \| Équipe \| Temps \| \| ------------------ \| ------------------ \| ------------------ \| ------------------------------ \| ------------------ \| \| 1er \| Tadej Pogačar \| Slovénie \| UAE Team Emirates \| 15 h 35 min 44 s \| \| 2e \| Rafał Majka \| Pologne \| UAE Team Emirates \| + 3 s \| \| 3e \| Domen Novak \| Slovénie \| Bahrain Victorious \| + 1 min 56 s \| \| 4e \| Vincenzo Albanese \| Italie \| Eolo-Kometa \| + 2 min 06 s \| \| 5e \| Vojtěch Řepa \| Tchéquie \| Equipo Kern Pharma \| + 2 min 17 s \| \| 6e \| Nicola Conci \| Italie \| Alpecin-Fenix Development Team \| + 2 min 41 s \| \| 7e \| Paul Double \| Royaume-Uni \| MG.K Vis Colors For Peace VPM \| + 2 min 56 s \| \| 8e \| Joel Nicolau \| Espagne \| Caja Rural-Seguros RGA \| + 3 min 04 s \| \| 9e \| Fernando Barceló \| Espagne \| Caja Rural-Seguros RGA \| + 3 min 16 s \| \| 10e \| Davide Gabburo \| Italie \| Bardiani CSF Faizanè \| + 3 min 47 s \| |                   |             |                                |                  |
| |                   |             |                                |                  |
| Source : ProCyclingStats |                   |             |                                |                  |
| Classement général |                   |             |                                |                  |
| Coureur | Coureur           | Pays        | Équipe                         | Temps            |
| 1er | Tadej Pogačar     | Slovénie    | UAE Team Emirates              | 15 h 35 min 44 s |
| 2e | Rafał Majka       | Pologne     | UAE Team Emirates              | + 3 s            |
| 3e | Domen Novak       | Slovénie    | Bahrain Victorious             | + 1 min 56 s     |
| 4e | Vincenzo Albanese | Italie      | Eolo-Kometa                    | + 2 min 06 s     |
| 5e | Vojtěch Řepa      | Tchéquie    | Equipo Kern Pharma             | + 2 min 17 s     |
| 6e | Nicola Conci      | Italie      | Alpecin-Fenix Development Team | + 2 min 41 s     |
| 7e | Paul Double       | Royaume-Uni | MG.K Vis Colors For Peace VPM  | + 2 min 56 s     |
| 8e | Joel Nicolau      | Espagne     | Caja Rural-Seguros RGA         | + 3 min 04 s     |
| 9e | Fernando Barceló  | Espagne     | Caja Rural-Seguros RGA         | + 3 min 16 s     |
| 10e | Davide Gabburo    | Italie      | Bardiani CSF Faizanè           | + 3 min 47 s     |

### 5eétape
| \| Classement de l'étape \| Classement de l'étape \| Classement de l'étape \| Classement de l'étape \| Classement de l'étape \| \| Coureur \| Coureur \| Pays \| Équipe \| Temps \| \| --------------------- \| --------------------- \| --------------------- \| ------------------------------ \| --------------------- \| \| 1er \| Tadej Pogačar \| Slovénie \| UAE Team Emirates \| 3 h 42 min 35 s \| \| 2e \| Matej Mohorič \| Slovénie \| Bahrain Victorious \| + 0 s \| \| 3e \| Rafał Majka \| Pologne \| UAE Team Emirates \| + 3 s \| \| 4e \| Luka Mezgec \| Slovénie \| BikeExchange-Jayco \| + 26 s \| \| 5e \| Fabio Felline \| Italie \| Astana Qazaqstan Team \| + 26 s \| \| 6e \| Nicola Conci \| Italie \| Alpecin-Fenix Development Team \| + 26 s \| \| 7e \| Filippo Fiorelli \| Italie \| Bardiani CSF Faizanè \| + 26 s \| \| 8e \| Vincenzo Albanese \| Italie \| Eolo-Kometa \| + 26 s \| \| 9e \| Antonio Jesús Soto \| Espagne \| Euskaltel-Euskadi \| + 26 s \| \| 10e \| Fernando Barceló \| Espagne \| Caja Rural-Seguros RGA \| + 26 s \| |                    |          |                                |                 |
| |                    |          |                                |                 |
| Source : ProCyclingStats |                    |          |                                |                 |
| Classement de l'étape |                    |          |                                |                 |
| Coureur | Coureur            | Pays     | Équipe                         | Temps           |
| 1er | Tadej Pogačar      | Slovénie | UAE Team Emirates              | 3 h 42 min 35 s |
| 2e | Matej Mohorič      | Slovénie | Bahrain Victorious             | + 0 s           |
| 3e | Rafał Majka        | Pologne  | UAE Team Emirates              | + 3 s           |
| 4e | Luka Mezgec        | Slovénie | BikeExchange-Jayco             | + 26 s          |
| 5e | Fabio Felline      | Italie   | Astana Qazaqstan Team          | + 26 s          |
| 6e | Nicola Conci       | Italie   | Alpecin-Fenix Development Team | + 26 s          |
| 7e | Filippo Fiorelli   | Italie   | Bardiani CSF Faizanè           | + 26 s          |
| 8e | Vincenzo Albanese  | Italie   | Eolo-Kometa                    | + 26 s          |
| 9e | Antonio Jesús Soto | Espagne  | Euskaltel-Euskadi              | + 26 s          |
| 10e | Fernando Barceló   | Espagne  | Caja Rural-Seguros RGA         | + 26 s          |

## Classements finals

### Classement général
| \| Classement général \| Classement général \| Classement général \| Classement général \| Classement général \| \| Coureur \| Coureur \| Pays \| Équipe \| Temps \| \| ------------------ \| ------------------ \| ------------------ \| ------------------------------ \| ------------------ \| \| 1er \| Tadej Pogačar \| Slovénie \| UAE Team Emirates \| 19 h 18 min 09 s \| \| 2e \| Rafał Majka \| Pologne \| UAE Team Emirates \| + 12 s \| \| 3e \| Domen Novak \| Slovénie \| Bahrain Victorious \| + 2 min 32 s \| \| 4e \| Vincenzo Albanese \| Italie \| Eolo-Kometa \| + 2 min 42 s \| \| 5e \| Vojtěch Řepa \| Tchéquie \| Equipo Kern Pharma \| + 3 min 10 s \| \| 6e \| Nicola Conci \| Italie \| Alpecin-Fenix Development Team \| + 3 min 17 s \| \| 7e \| Paul Double \| Royaume-Uni \| MG.K Vis Colors For Peace VPM \| + 3 min 32 s \| \| 8e \| Joel Nicolau \| Espagne \| Caja Rural-Seguros RGA \| + 3 min 40 s \| \| 9e \| Fernando Barceló \| Espagne \| Caja Rural-Seguros RGA \| + 3 min 52 s \| \| 10e \| Davide Gabburo \| Italie \| Bardiani CSF Faizanè \| + 4 min 23 s \| |                   |             |                                |                  |
| |                   |             |                                |                  |
| Source : ProCyclingStats |                   |             |                                |                  |
| Classement général |                   |             |                                |                  |
| Coureur | Coureur           | Pays        | Équipe                         | Temps            |
| 1er | Tadej Pogačar     | Slovénie    | UAE Team Emirates              | 19 h 18 min 09 s |
| 2e | Rafał Majka       | Pologne     | UAE Team Emirates              | + 12 s           |
| 3e | Domen Novak       | Slovénie    | Bahrain Victorious             | + 2 min 32 s     |
| 4e | Vincenzo Albanese | Italie      | Eolo-Kometa                    | + 2 min 42 s     |
| 5e | Vojtěch Řepa      | Tchéquie    | Equipo Kern Pharma             | + 3 min 10 s     |
| 6e | Nicola Conci      | Italie      | Alpecin-Fenix Development Team | + 3 min 17 s     |
| 7e | Paul Double       | Royaume-Uni | MG.K Vis Colors For Peace VPM  | + 3 min 32 s     |
| 8e | Joel Nicolau      | Espagne     | Caja Rural-Seguros RGA         | + 3 min 40 s     |
| 9e | Fernando Barceló  | Espagne     | Caja Rural-Seguros RGA         | + 3 min 52 s     |
| 10e | Davide Gabburo    | Italie      | Bardiani CSF Faizanè           | + 4 min 23 s     |

### Classement de la montagne
| Classement de la montagne | Classement de la montagne | Classement de la montagne | Classement de la montagne            | Classement de la montagne |
| Coureur                   | Coureur                   | Pays                      | Équipe                               | Points                    |
| ------------------------- | ------------------------- | ------------------------- | ------------------------------------ | ------------------------- |
| 1er                       | Rafał Majka               | Pologne                   | UAE Team Emirates                    | 30 pts                    |
| 2e                        | Tadej Pogačar             | Slovénie                  | UAE Team Emirates                    | 23 pts                    |
| 3e                        | Viktor Potočki            | Croatie                   | Ljubljana Gusto Santic               | 12 pts                    |
| 4e                        | Samuele Zoccarato         | Italie                    | Bardiani CSF Faizanè                 | 10 pts                    |
| 5e                        | Domen Novak               | Slovénie                  | Bahrain Victorious                   | 9 pts                     |
| 6e                        | Fernando Barceló          | Espagne                   | Caja Rural-Seguros RGA               | 6 pts                     |
| 7e                        | Alex Tolio                | Italie                    | Bardiani CSF Faizanè                 | 4 pts                     |
| 8e                        | Matej Mohorič             | Slovénie                  | Bahrain Victorious                   | 4 pts                     |
| 9e                        | Tomasz Budziński          | Pologne                   | HRE Mazowsze Serce Polski            | 4 pts                     |
| 10e                       | Lucas De Rossi            | France                    | China Glory Continental Cycling Team | 4 pts                     |

### Classement par points
| Classement par points | Classement par points | Classement par points | Classement par points          | Classement par points |
| Coureur               | Coureur               | Pays                  | Équipe                         | Points                |
| --------------------- | --------------------- | --------------------- | ------------------------------ | --------------------- |
| 1er                   | Tadej Pogačar         | Slovénie              | UAE Team Emirates              | 86 pts                |
| 2e                    | Rafał Majka           | Pologne               | UAE Team Emirates              | 86 pts                |
| 3e                    | Vincenzo Albanese     | Italie                | Eolo-Kometa                    | 55 pts                |
| 4e                    | Luka Mezgec           | Slovénie              | BikeExchange-Jayco             | 40 pts                |
| 5e                    | Matej Mohorič         | Slovénie              | Bahrain Victorious             | 39 pts                |
| 6e                    | Fernando Barceló      | Espagne               | Caja Rural-Seguros RGA         | 38 pts                |
| 7e                    | Nicola Conci          | Italie                | Alpecin-Fenix Development Team | 36 pts                |
| 8e                    | Domen Novak           | Slovénie              | Bahrain Victorious             | 32 pts                |
| 9e                    | Fabio Felline         | Italie                | Astana Qazaqstan Team          | 28 pts                |
| 10e                   | Dylan Groenewegen     | Pays-Bas              | BikeExchange-Jayco             | 25 pts                |

### Classement du meilleur jeune
| Classement du meilleur jeune | Classement du meilleur jeune | Classement du meilleur jeune | Classement du meilleur jeune    | Classement du meilleur jeune |
| Coureur                      | Coureur                      | Pays                         | Équipe                          | Temps                        |
| ---------------------------- | ---------------------------- | ---------------------------- | ------------------------------- | ---------------------------- |
| 1er                          | Vojtěch Řepa                 | Tchéquie                     | Equipo Kern Pharma              | 19 h 26 min 16 s             |
| 2e                           | Alex Tolio                   | Italie                       | Bardiani CSF Faizanè            | + 2 min 28 s                 |
| 3e                           | Santiago Umba                | Colombie                     | Drone Hopper-Androni Giocattoli | + 20 min 05 s                |
| 4e                           | Gal Glivar                   | Slovénie                     | Adria Mobil                     | + 25 min 01 s                |
| 5e                           | Dylan Hopkins                | Australie                    | Ljubljana Gusto Santic          | + 26 min 42 s                |
| 6e                           | Carlos Canal                 | Espagne                      | Euskaltel-Euskadi               | + 26 min 55 s                |
| 7e                           | Matevž Govekar               | Slovénie                     | Bahrain Victorious              | + 27 min 52 s                |
| 8e                           | Alessandro Fancellu          | Italie                       | Eolo-Kometa                     | + 40 min 42 s                |
| 9e                           | Francesco Carollo            | Italie                       | MG.K Vis Colors For Peace VPM   | + 41 min 01 s                |
| 10e                          | Alexandre Balmer             | Suisse                       | BikeExchange-Jayco              | + 41 min 38 s                |

## Évolution des classements
| Étape | Vainqueur         | Classement général | Classement par points | Classement de la montagne | Classement du meilleur jeune | Classement par équipe  |
| ----- | ----------------- | ------------------ | --------------------- | ------------------------- | ---------------------------- | ---------------------- |
| 1     | Rafał Majka       | Rafał Majka        | Rafał Majka           | Rafał Majka               | Alex Tolio                   | Bahrain Victorious     |
| 2     | Dylan Groenewegen | Rafał Majka        | Rafał Majka           | Rafał Majka               | Vojtěch Řepa                 | Bahrain Victorious     |
| 3     | Tadej Pogačar     | Tadej Pogačar      | Rafał Majka           | Rafał Majka               | Vojtěch Řepa                 | Caja Rural‑Seguros RGA |
| 4     | Rafał Majka       | Tadej Pogačar      | Rafał Majka           | Rafał Majka               | Vojtěch Řepa                 | Caja Rural‑Seguros RGA |
| 5     | Tadej Pogačar     | Tadej Pogačar      | Tadej Pogačar         | Rafał Majka               | Vojtěch Řepa                 | Caja Rural‑Seguros RGA |
| Final | Final             | Tadej Pogačar      | Tadej Pogačar         | Rafał Majka               | Vojtěch Řepa                 | Caja Rural‑Seguros RGA |